# Synagoge (Milejczyce)
Koordinaten: 52° 31′ 10″ N, 23° 7′ 58″ O

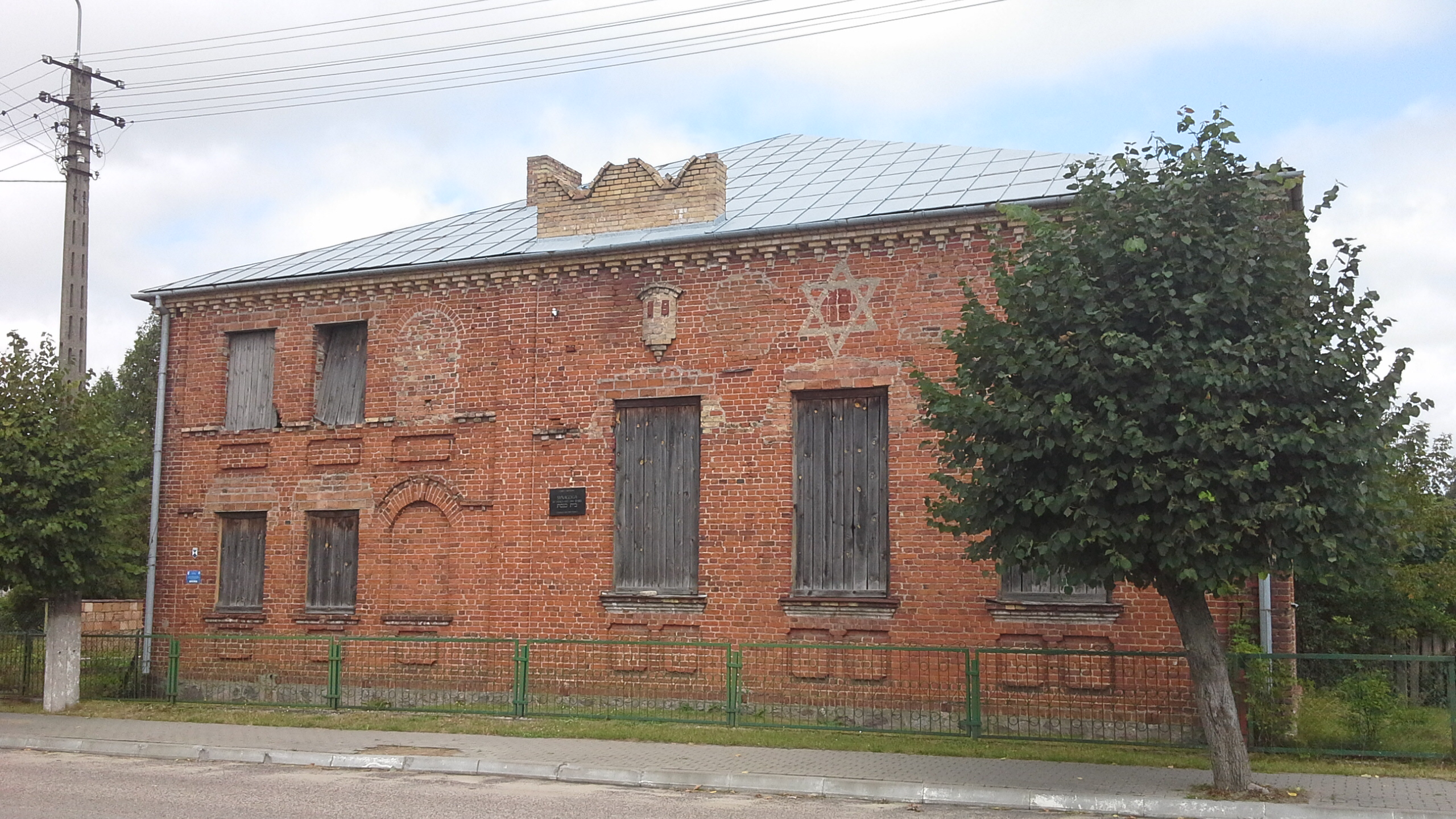
Ehemalige Synagoge in Milejczyce (2014)

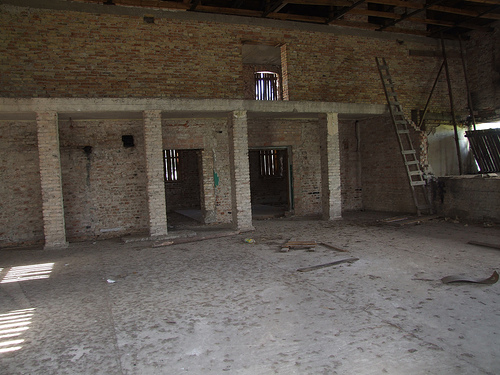
Innenansicht

Die Synagoge in Milejczyce, einem polnischen Dorf in der Woiwodschaft Podlachien, wurde 1927 errichtet. Sie ersetzte einen Vorgängerbau aus dem Jahr 1857.
Die profanierte Synagoge ist ein geschütztes Kulturdenkmal.
Das Gebäude aus Ziegelmauerwerk wurde 1941 von den deutschen Besatzern verwüstet. Nach dem Zweiten Weltkrieg wurde es als Kino und Buchhandlung genutzt. Heute ist es ungenutzt dem Verfall preisgegeben. An den Fassaden sind zahlreiche Verzierungen erhalten geblieben, darunter der Davidstern, die Jahreszahl der Errichtung der Synagoge und das Gesims.